# Penyengat Olak
Penyengat Olak is een bestuurslaag in het regentschap Muaro Jambi van de provincie Jambi, Indonesië. Penyengat Olak telt 3354 inwoners (volkstelling 2010).